# Kungshamn
För andra betydelser, se Kungshamn (olika betydelser).

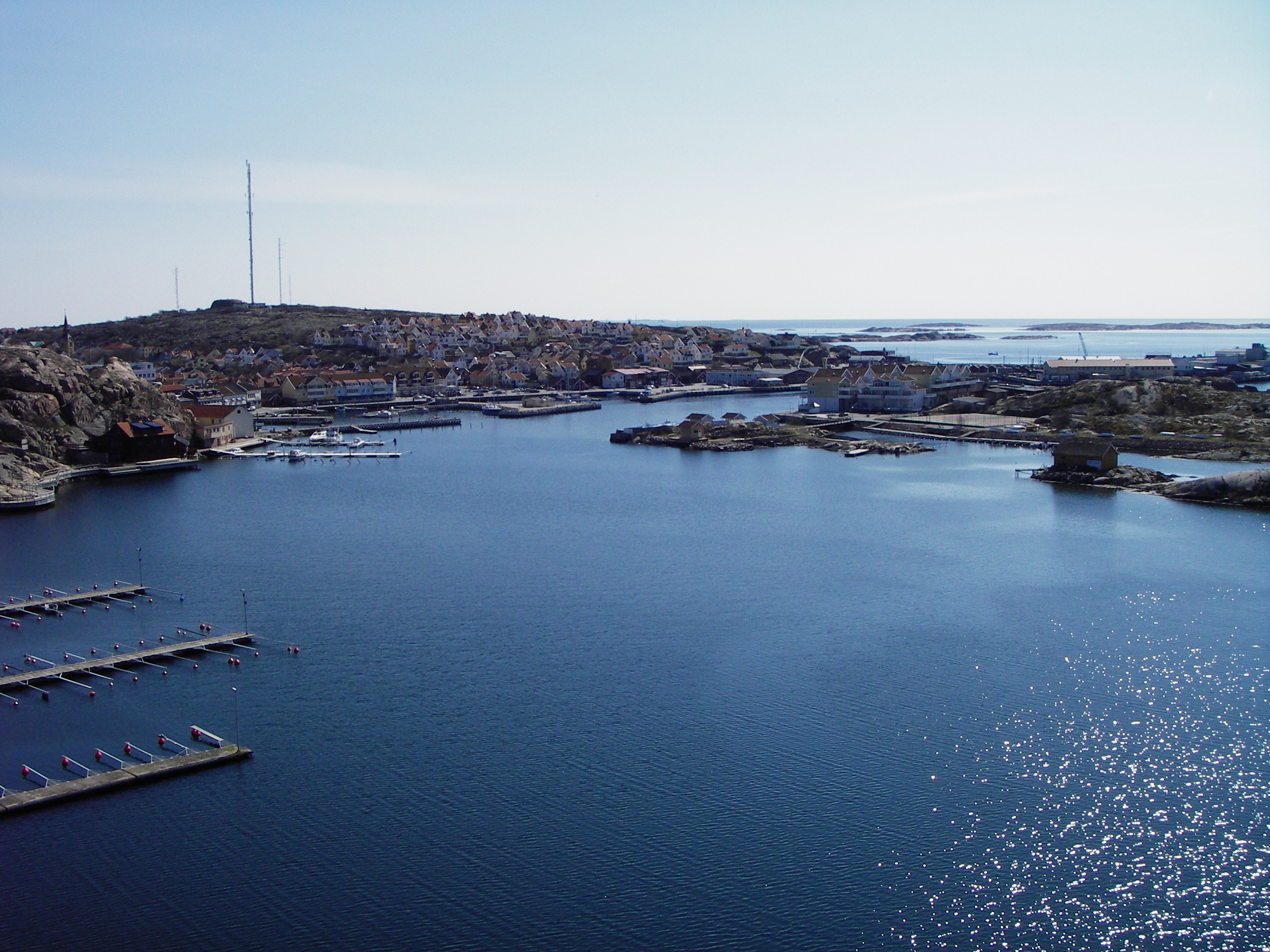
Centrala Kungshamn från Smögenbron

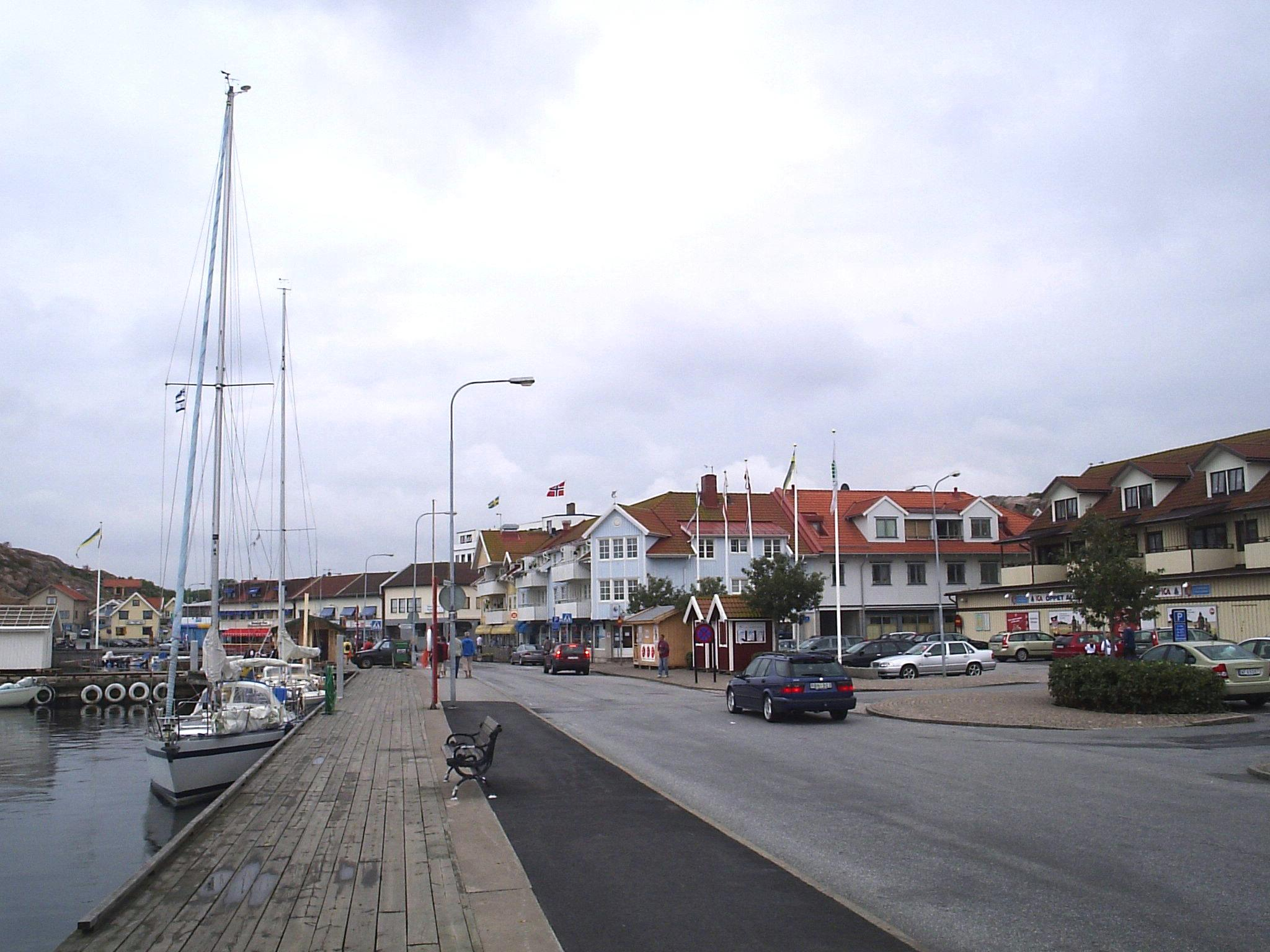
Kungshamns centrum och hamnen

Kungshamn är en tätort i Bohuslän och centralort i Sotenäs kommun i Västra Götalands län. Orten består av delarna Gravarne, Bäckevik och Fisketången som tidigare var municipalsamhällen. Kungshamn är beläget på en halvö på västkusten strax norr om Lysekil. Smögenbron förbinder sedan år 1970 orten med Smögen vars bebyggelse sedan 2020 ses som sammanväxt med Kungshamn. SCB benämner den samväxta tätorten Smögen, Kungshamn och Väjern.

## Historia
Under den första sillperioden på 1500-talet bosattes de vid tiden dansk-norska områdena vid Gravarne, Bekkevik och Fisketången av fiskare. En mer permanent bebyggelse uppstod i samband med den stora sillperioden under 1700-talet, då det växte upp fiskelägen i områdena. Namnet Kungshamn nämns för första gången på ett sjökort från tidigt 1600-tal som namn på en ankarplats mellan nuvarande Kungshamn och Smögen. 1772 bildades Kungshamns församling och Kungshamns socken där Gravarne, Bäckevik, Sandbogen, Fisketången (Tången), Smögen och Hasselösund ingick. Gravarne och Bäckevik samt Tången inrättades som municipalsamhällen 14 september 1894 i Kungshamns landskommun. Municipalsamhällena Gravarne och Bäckevik samt Tången övergick 1952 i Södra Sotenäs landskommun och upplöstes vid årsskiftet 1959/1960 och denna gemensamma ort gavs 1963 namnet Kungshamn. På 1970-talet skedde en stor ombyggnad av Kungshamns centrum. Delar av hamnen fylldes ut, sjöbodar revs och stora hus som idag innehåller affärer byggdes. Detta tog bort den idylliska känslan med tätt liggande småhus och sjöbodar, som är typiskt för västkustsamhällen. Den typen av område med gammal bebyggelse finns fortfarande kvar på Fisketången.

### Fiske
Fisket har alltid varit en viktig del av Kungshamns historia. Till en början var fisket nästan den enda inkomstkällan och fortsatte vara det under en lång period. Vid mitten av 1900-talet fanns långt över 200 yrkesfiskare i Gravarne och en mängd människor som hanterade all fisk som lämnades iland. 1953 landades vid auktionerna mer än 10 miljoner kilo fisk. Sedan 1900-talets andra hälft har fisket successivt avtagit och idag finns endast ett tiotal fiskebåtar kvar i Kungshamn.
Fisket är emellertid fortfarande en ekonomiskt viktig bransch då flera av de företag som bildades under 1900-talet finns kvar än idag. På Rösholmen startade även Munkens konservfabrik, som 1933 sålde sin produktion till "Aktiebolaget Bröderne Ameln", numera känt som Abba Seafood. Tio år senare, 1943, flyttades hela Abbas produktion till ön. När företaget växte tog marken på Rösholmen slut och produktionen flyttades under tidigt 1970-tal till Hagaberg i Kungshamn, som ligger precis norr om Smögenbrons fäste på Kungshamnssidan.
2005 köpte Abba upp ett annat företag, AB Hållöfisk, som sedan 1946 har sysslat med beredning av räkor och kräftor. Ett annat företag som idag verkar inom fiskeindustrin är Domstein Enghav, ett norskt företag som har köpt upp de lokala företagen Festab och Bröderna Samuelsson. Domstein Enghav sysselsätter ett par hundra personer i Kungshamn.

### Befolkningsutveckling
| Befolkningsutvecklingen i Kungshamn 1960–2020>                                                                      | Befolkningsutvecklingen i Kungshamn 1960–2020> | Befolkningsutvecklingen i Kungshamn 1960–2020> | Befolkningsutvecklingen i Kungshamn 1960–2020> | Befolkningsutvecklingen i Kungshamn 1960–2020> |
| --- | ---------------------------------------------- | ---------------------------------------------- | ---------------------------------------------- | ---------------------------------------------- |
| |                                                |                                                |                                                |                                                |
| År |                                                |                                                | Folkmängd                                      | Areal (ha)                                     |
| 1960 | 1960                                           |                                                | 2 787                                          |                                                |
| 1965 | 1965                                           |                                                | 2 782                                          |                                                |
| 1970 | 1970                                           |                                                | 2 866                                          |                                                |
| 1975 | 1975                                           |                                                | 2 941                                          |                                                |
| 1980 | 1980                                           |                                                | 3 066                                          |                                                |
| 1990 | 1990                                           |                                                | 3 167                                          | 198                                            |
| 1995 | 1995                                           |                                                | 3 144                                          | 202                                            |
| 2000 | 2000                                           |                                                | 3 109                                          | 206                                            |
| 2005 | 2005                                           |                                                | 2 871                                          | 206                                            |
| 2010 | 2010                                           |                                                | 2 814                                          | 208                                            |
| 2015 | 2015                                           |                                                | 3 657                                          | 404                                            |
| 2020 | 2020                                           |                                                | 4 743                                          | 503                                            |
| Anm.: Namnändring 1965 från Gravarne till Kungshamn. Sammanvuxen 2015 med Väjern och Hovenäset och 2020 med Smögen. |                                                |                                                |                                                |                                                |

| Befolkningsutvecklingen i Gravarna och Bäckevik 1900–1900 | Befolkningsutvecklingen i Gravarna och Bäckevik 1900–1900 | Befolkningsutvecklingen i Gravarna och Bäckevik 1900–1900 | Befolkningsutvecklingen i Gravarna och Bäckevik 1900–1900 | Befolkningsutvecklingen i Gravarna och Bäckevik 1900–1900 |
| --------------------------------------------------------- | --------------------------------------------------------- | --------------------------------------------------------- | --------------------------------------------------------- | --------------------------------------------------------- |
|                                                           |                                                           |                                                           |                                                           |                                                           |
| År                                                        |                                                           |                                                           | Folkmängd                                                 |                                                           |
| 1900                                                      | 1900                                                      |                                                           | 1 117                                                     | †                                                         |
| † Befolkning runt ett municipalsamhälle 1900.             |                                                           |                                                           |                                                           |                                                           |

| Befolkningsutvecklingen i Tången 1900–1900    | Befolkningsutvecklingen i Tången 1900–1900 | Befolkningsutvecklingen i Tången 1900–1900 | Befolkningsutvecklingen i Tången 1900–1900 | Befolkningsutvecklingen i Tången 1900–1900 |
| --------------------------------------------- | ------------------------------------------ | ------------------------------------------ | ------------------------------------------ | ------------------------------------------ |
|                                               |                                            |                                            |                                            |                                            |
| År                                            |                                            |                                            | Folkmängd                                  |                                            |
| 1900                                          | 1900                                       |                                            | 340                                        | †                                          |
| † Befolkning runt ett municipalsamhälle 1900. |                                            |                                            |                                            |                                            |

## Samhället
Kungshamn består av flera små bostadsområden. Centrum kallas fortfarande, kanske främst av ortsbefolkningen, för Gravarne. På berget i söder ligger Tjuvsund, och i öst ligger Fisketången. Norr om Gravarne ligger Sandbogen, och i nordost ligger Bäckevik. På 70-talet byggdes två nya områden i Kungshamn. Väggabacken som ligger i mitten av halvön, mellan Gravarne och Fisketången, och Valberget som ligger på berget norr om Fisketången. 

## Sysselsättning
Eftersom Kungshamn är centralort i kommunen ligger kommunhuset och de flesta kommunala inrättningar där. Många som bor i Kungshamn arbetspendlar till Lysekil och Uddevalla samtidigt som många pendlar till Kungshamns företag från de båda kommunerna.
I och med fiskets avtagande betydelse som inkomstkälla har man börjat satsa mer och mer på turismen. Kungshamn, tillsammans med Smögen, har ända sedan början av 1900-talet varit en mycket populär ort dit man kommit för att semestra. Från början mest av välbärgade människor från storstäderna men idag av människor från hela landet och även från andra länder, mest från Norge men även från Danmark, Tyskland och Holland. Främst lockar närheten till havet, och en stor del av turisterna kommer till Kungshamn med egen fritidsbåt och lägger till i gästhamnen. På grund av det bergiga landskapet finns nästan inga sandstränder, utan i stället finns ett stort antal stegar uppsatta vid vattnet så man kan bada ifrån klipporna.
Sedan 1970 förbinds Kungshamn med Smögen via bil, gång och cykel tack vare Smögenbron. Via båt förbinds Kungshamn med Smögen via Zitabåtarna, och via Hållöexpressen till Hållö.

## Klimat
Väderinformationen nedan kommer ifrån Hållö, en ö som ligger tre kilometer från Kungshamn.

### Temperatur
| Medeltemperatur (°C) | Jan   | Feb   | Mar  | Apr | Maj   | Jun  | Jul  | Aug   | Sep   | Okt  | Nov  | Dec   | Åm   |
| -------------------- | ----- | ----- | ---- | --- | ----- | ---- | ---- | ----- | ----- | ---- | ---- | ----- | ---- |
| 2005                 | ---   | ---   | ---  | --- | ---   | ---  | 18,2 | 16,5  | 14,8  | 11,0 | 7,4  | 2,9   | ---  |
| 2006                 | -0,6  | -0,6  | -2,0 | 5,2 | 11,6* | 14,5 | 19,5 | 18,5  | 16,6  | 12,8 | 9,1  | 8,3   | 9,4  |
| 2007                 | 5,2   | 1,3   | 7,0  | 9,5 | 12,6  | 17,8 | 17,3 | 19,7* | 14,1  | 9,8  | 5,4  | 3,9   | 10,3 |
| 2008                 | 3,7   | 4,2   | 2,8  | 7,1 | 12,3  | 15,1 | 18,0 | 17,0* | 13,2* | 10,6 | 6,1  | 2,7   | 9,4  |
| 2009                 | 1,4*  | 1,0   | 2,9  | 8,2 | 11,4  | 14,9 | 17,4 | 17,0  | 14,8  | 7,7  | 6,5  | -0,2  | 8,6  |
| 2010                 | -5,7* | -4,2  | 1,6* | 6,1 | 10,3  | 14,1 | 17,5 | 16,9  | 13,0  | 8,7  | 1,7  | -5,3* | 6,2  |
| 2011                 | 0,1   | -2,0  | 1,9  | 7,8 | 10,9  | 14,7 | 17,9 | 17,0  | 14,4  | 10,7 | 7,4* | 5,2   | 8,8  |
| 2012                 | 1,8   | -0,5* | 4,8  | 5,8 | 11,8  | 13,1 | 16,4 | 17,0  | 13,2  | 9,0  | 6,3  | -2,2* | 8,0  |
| 2013                 | -1,1  | -1,2  | -0,8 | 4,6 | 12,2  | 14,5 | 17,5 | 17,4  | 14,0  | 10,4 | 7,0  | 6,1   | 8,4  |
| 2014                 | 0,4   | 3,0   | 5,3  | 8,2 | 11,6  | 15,7 | 20,1 | 17,1  | 14,9  | 11,6 | 6,9  | 4,0   | 9,9  |
| 2015                 | 3,9*  | 3,2*  | 4,6  | 7,2 | 9,7   | 13,3 | 15,7 | 17,8  | 14,5  | 10,1 | 8,0  | 6,6   | 9,0  |
| 2016                 | -1,0  | 2,2   | 3,8  | 6,8 | 12,6  | 16,7 | 17,2 | 16,5  | 16,7  | 8,7  | 4,6  |       |      |

### Nederbörd
| Nederbörd (mm) | Jan  | Feb  | Mar   | Apr  | Maj   | Jun  | Jul   | Aug   | Sep   | Okt   | Nov   | Dec   | Åm   |
| -------------- | ---- | ---- | ----- | ---- | ----- | ---- | ----- | ----- | ----- | ----- | ----- | ----- | ---- |
| 2005           | ---  | ---  | ---   | ---  | ---   | ---  | 43,8  | 42,2  | 15,2  | 29,0  | 32,2  | 12,2  | ---  |
| 2006           | 3,4  | 2,0  | 6,2   | 19,8 | 11,8* | 23,6 | 13,6  | 32,2  | 19,0  | 45,2  | 25,6  | 16,7  | 16,8 |
| 2007           | 17,2 | 0,8  | 8,4   | 4,8  | 18,2  | 53,2 | 53,8  | 13,2* | 14,8  | 7,6   | 14,4  | 30,8  | 19,8 |
| 2008           | 38,2 | 14,0 | 14,6  | 18,0 | 5,4   | 10,8 | 15,2  | 36,0* | 26,6* | 34,0  | 34,8  | 9,6   | 21,4 |
| 2009           | 4,2* | 4,0  | 7,2   | 6,4  | 22,2  | 31,8 | 109,2 | 36,9  | 16,0  | 28,6  | 48,2  | 21,2  | 28,0 |
| 2010           | 0,0* | 8,0  | 14,0* | 9,8  | 10,2  | 20,0 | 59,0  | 55,8  | 31,4  | 23,8  | 23,6  | 5,6*  | 21,8 |
| 2011           | 6,4  | 9,8  | 7,4   | 16,2 | 17,6  | 27,4 | 38,6  | 61,2  | 44,6  | 14,4  | 10,8* | 37,0  | 24,3 |
| 2012           | 23,8 | 5,8* | 1,2   | 28,4 | 23,2  | 36,0 | 20,4  | 16,2  | 48,2  | 39,6  | 27,2  | 10,8* | 23,4 |
| 2013           | 7,4  | 2,4  | 0,0   | 12,4 | 26,6  | 35,6 | 12,2  | 18,0  | 34,2  | 52,8  | 26,6  | 31,0  | 21,6 |
| 2014           | 16,0 | 27,3 | 8,4   | 28,6 | 26,0  | 13,8 | 18,0  | 49,8  | 19,0  | 105,0 | 26,2  | 25,2  | 30,3 |
| 2015           | 33,8 | 11,0 | 13,2  | 15,2 | 31,8  | 20,4 | 33,6  | 40,2  | 71,4  | 0,8   | 39,2  | 18,2  | 27,4 |
| 2016           | 11,0 | 8,6  | 11,2  | 28,8 | 14,8  | 34,4 | 36,6  | 24,0  | 15,6  | 8,2   | 18,8  |       |      |

"Åm" står för årsmedel
* För maj 2006 saknas datumen 22, 26 samt 27. För augusti 2007 saknas datumen 28-31. För augusti 2008 saknas datumet 27. För september 2008 saknas datumen 29-30. För januari 2009 saknas datumen 30-31. För januari 2010 saknas datumen 20, 21 samt 27. För mars 2010 saknas datumet 11. För december 2010 saknas datumen 30-31. För november 2011 saknas datumet 30. För februari 2012 saknas datumet 29. För december 2012 saknas datumet 31. För januari 2015 saknas temperaturdata för datumen 15-19 och 26-31. För februari 2015 saknas temperaturdata för datumen 3-6.
Källa: Utpost Hållö, förening som driver en väderstation på Hållö.

## Utbildning
Då årskullarna i kommunen bara är på drygt 100 personer finns bara en högstadieskola, som ligger i Kungshamn. Det finns ingen gymnasieskola i Sotenäs men tidigare fanns ett avtal med Lysekils kommun som gjort att de flesta läser gymnasiet där. Övriga läser huvudsakligen i Uddevalla.